# ألان إيفانز
ألان إيفانز (بالإنجليزية: Allan Evans)‏ (مواليد 12 أكتوبر 1956) هو لاعب كرة قدم. يلعب مع منتخب اسكتلندا لكرة القدم. سبق له أن لعب في كأس العالم لكرة القدم مع منتخب بلاده.

## مسيرته الكروية
لعب ألان إيفانز خلال مسيرته الاحترافية مع 4 أندية في ثمانية عشر موسمًا وسجل خلالها 65 هدفًا ضمن 493 مباراة. ولم يفز بأي موسم بالكأس وفاز في موسم واحد بالدوري.
خاض ألان إيفانز مسيرته مع نادي دونفرملين أثلتيك في موسم 1973–74 ليلعب معه أربعة مواسم، مشاركًا في 98 مباراة سجل خلالها 14 هدفًا. ثم انتقل إلى نادي أستون فيلا في موسم 1977–78 ليلعب معه اثنا عشر موسمًا، حيث شارك في 380 مباراة سجل خلالها 51 هدفًا. لينتقل بعدها إلى نادي ليستر سيتي في موسم 1989–90 لمدة موسم واحد، مشاركًا في 14 مباراة ولم يسجل أي هدف. ثم انتقل إلى نادي دارلينجتون إف سى في موسم 1990–91 لمدة موسم واحد، مشاركًا في مباراة ولم يسجل أي هدف أيضًا.

## روابط خارجية
- ألان إيفانز على موقع الاتحاد الأوربي (الإنجليزية)
- ألان إيفانز على موقع قاعدة بيانات كرة القدم.إي يو (الإنجليزية)
- ألان إيفانز على موقع ناشيونال فوتبول تيمز (الإنجليزية)
- ألان إيفانز على موقع Soccerbase.com (مدرب) (الإنجليزية)